# Avraham Mordechai Alter

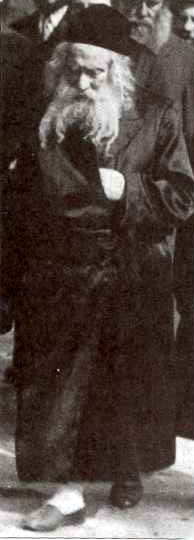
Avraham Mordechai Alter

Avraham Mordechai Alter (אברהם מרדכי אלתר‎; geboren am 25. Dezember 1866 in Góra Kalwaria, Russisches Kaiserreich; gestorben am 3. Juni 1948 in Jerusalem, Israel), sein Akronym ist Re'em (hebräisch רְאֵ"ם). Er ist auch bekannt als Imrei Emes. Er war der vierte Gerrer Rebbe als Nachfolger seines Vaters Yehudah Aryeh Leib Alter und gilt als ein bekannter Rabbiner des Chassidismus. Alter wurde einer der religiösen Führer der Partei Agudat Jisra’el in Polen.

## Familie
Er war der Enkelsohn von Jitzchak Meir Alter (oder Rothenberg, 1799–1866), dem Gründer der Ger-Gruppe und bekannt im Hebräischen als der Chidushei HaRim, nach seinem Tora-Werk desselben Titels. Avraham Mordechai Alter war der vierter Gerrer Rebbe. Seine Frau war die Tochter des Noach Czarny, eines bedeutenden Gerrer Chassiden in Biala. Mit seiner ersten Frau Chaya Ruda Czarna hatte er acht Kinder. Sein ältester Sohn, Rabbi Meir Alter (1883–1942), war ein Tora-Gelehrter und Unternehmer, der in Treblinka mit seinen Kindern und Enkelkindern ermordet wurde. Sein zweiter Sohn, Rabbi Yitzchak Alter, verstarb im Jahre 5695 (1934) in Polen. Er selbst konnte 1940 mit drei seiner Söhne nach Palästina fliehen. 
Nach seinem Tod setzten seine drei Söhne die Tradition weltweit fort: 
- Rabbi Jisrael Alter (1895–1977, fünfter Gerrer Rebbe 1948–1977);
- Rabbi Simchah Bunim Alter (1898–1992, sechster Gerrer Rebbe 1977–1992);
- und Rabbi Pinchas Menachem Alter (1926–1996, siebter Gerrer Rebbe 1992–1996).

## Bilder

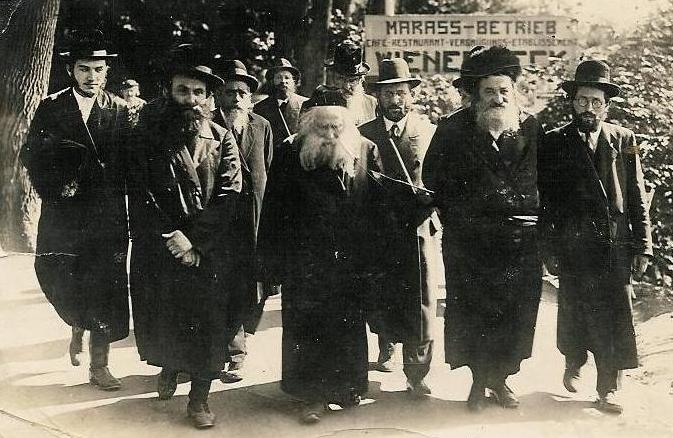
Avraham Mordechai Alter in Wien.
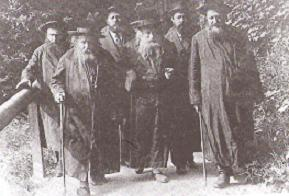
Avraham Mordechai Alter und  Chanoch Tzvi HaKohen Levin
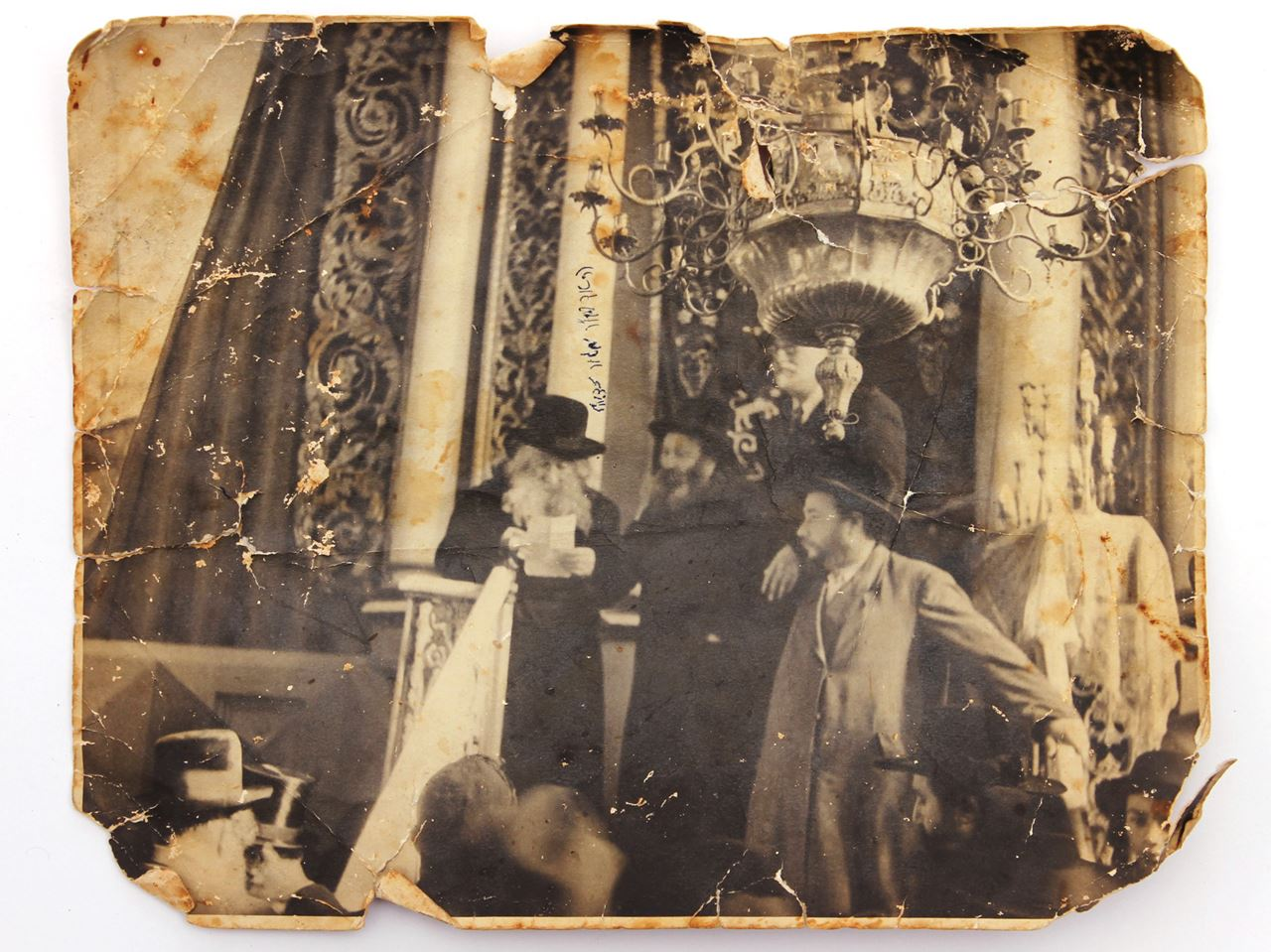
Imrei Emes bei einer Zusammenkunft der Beter in der Hurva-Synagoge, Jerusalem, im November 1942, nachdem die Nachricht über die Ermordung der polnischen Juden Palästina erreichte.
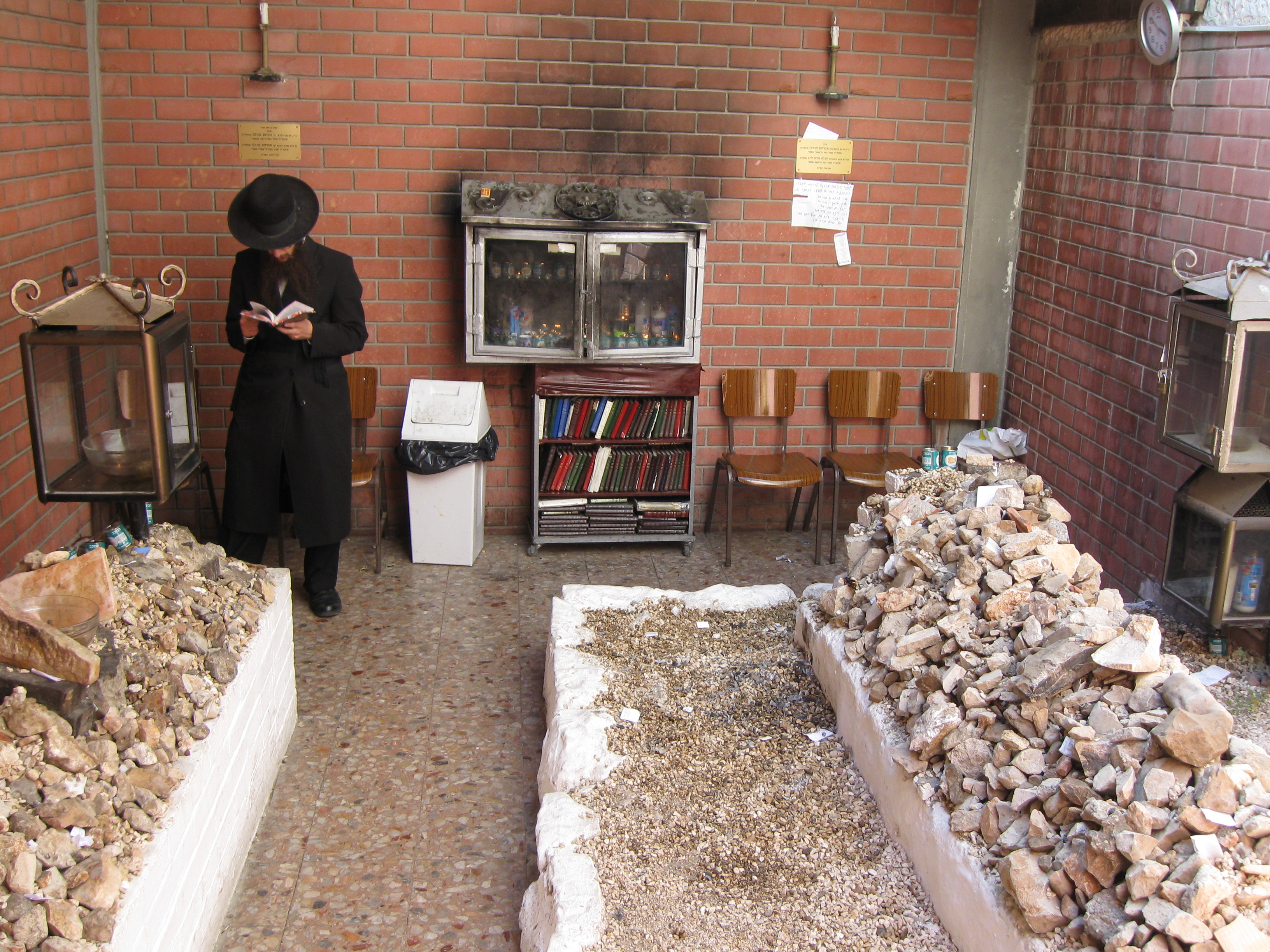
Die Gräber des Rabbi Avraham Mordechai Alter ( Imrei Emes), rechts, und das seines Sohnes, Ober-Rabbiner Pinchas Menachem Alter (Pnei Menachem), links, in der Sefas Emes Jeschiwa in Jerusalem.
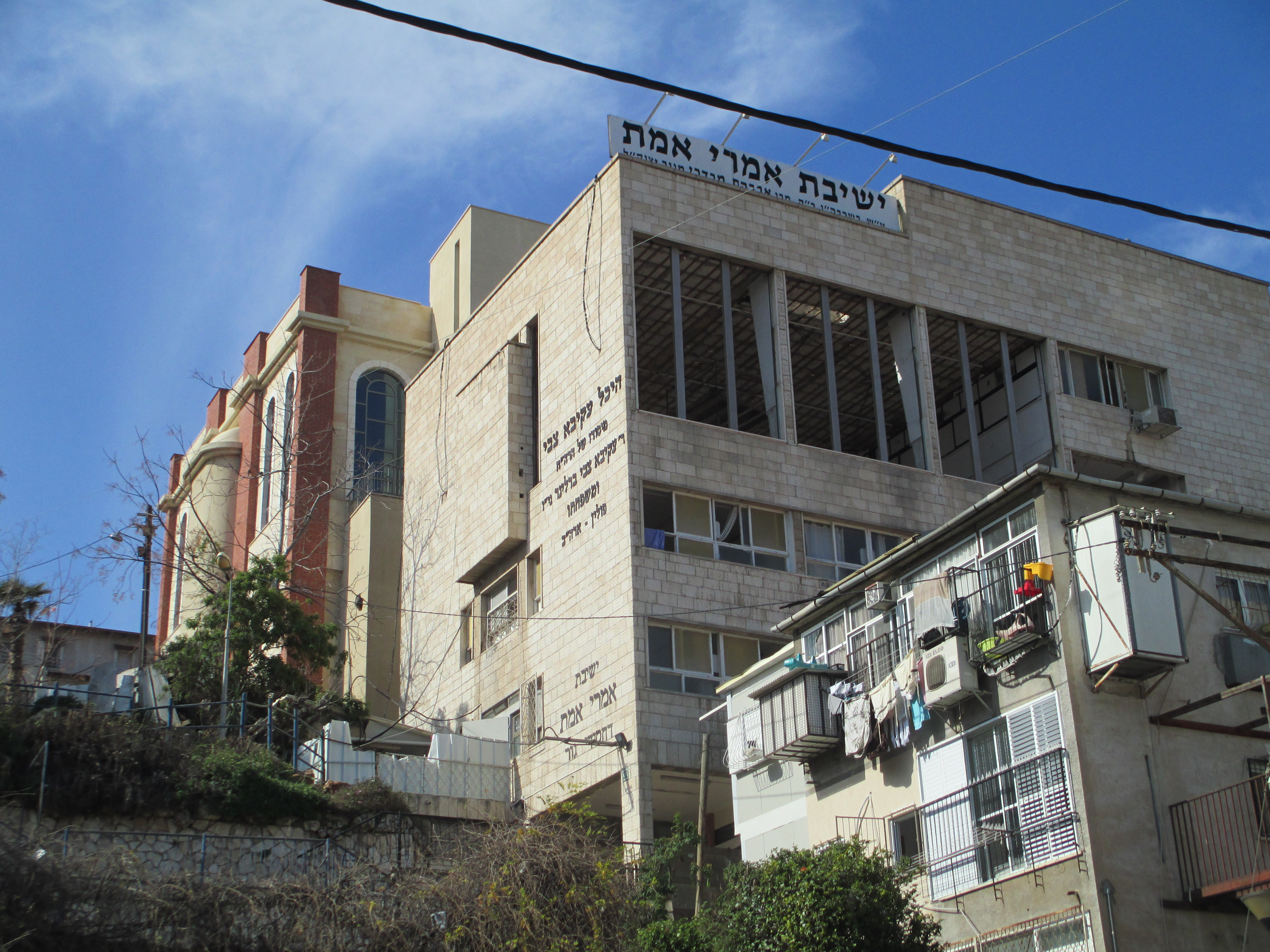
Die nach ihm benannte Imrei Emes-Jeschiwa in Bnei Brak.
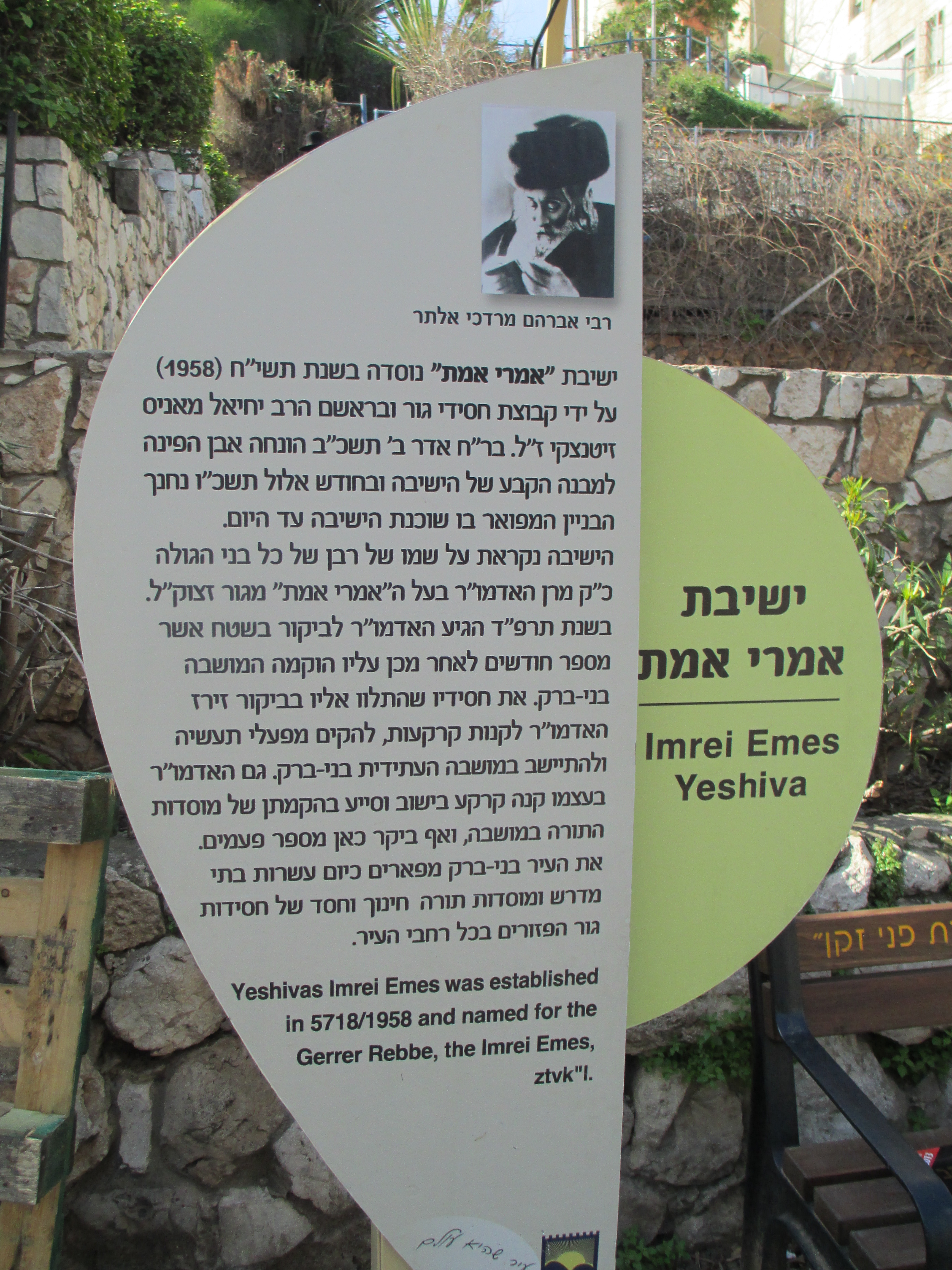
Gedenktafel an A.M. Alter auch Imrei Emes, an der nach ihm benannten Jeschiwa in Bnei Brak.